# سایئونجی کینتسونه
سایئونجی کینتسونه (به ژاپنی: 西園寺公経 Saionji Kintsune); ۱ ژانویهٔ ۱۱۷۱ – ۲ اکتبر ۱۲۴۴) یکی از اشراف و یک شاعر اهل ژاپن در اوایل دوره کاماکورا بود. وی پدر سایئونجی سانه‌اوجی و همچنین پدربزرگ مادری کوجو یوریتسونه چهارمین شوگون از شوگون سالاری کاماکورا بود.